# Liste der Anime-Titel (1990–1994)
Dies ist eine chronologisch sortierte Liste der Anime-Titel von 1990 bis 1994.

## 1990
| Name                                                                      | Alternative Namen | Veröffentlichungsjahr | Studio(s)                               |
| ------------------------------------------------------------------------- | --- | --------------------- | --------------------------------------- |
| 1 + 2 = Paradise (2 Folgen)                                               | １＋２＝パラダイス | 1990 als OVA          | J.C.Staff                               |
| 100% (2 Folgen)                                                           | A Hundred Percents | 1990 als              | J.C.Staff                               |
| AD. Police (3 Folgen)                                                     | AD.POLICE | 1990 als OVA          | Artmic, AIC                             |
| Ai to ken Camelot: Mangaka Marina Time Slip (eine Folge)                  | 愛と剣のキャメロット 漫画家マリナタイムスリップ事件 | 1990 als OVA          |                                         |
| Ajin Senshi                                                               | 亜人戦士 | 1990 als Film         | Tokuma Japan                            |
| Aki ga Ippai                                                              | コボちゃんスペシャル 秋がいっぱい | 1990 als Film         | Eiken                                   |
| A-Ko The VS (2 Folgen)                                                    | | 1990 als OVA          | Studio Fantasia                         |
| Akuma-kun: Yōkoso Akuma Land e!!                                          | 悪魔くん ようこそ悪魔ランドへ!! | 1990 als Film         | Tōei Animation                          |
| Ankoku Shinwa (2 Folgen)                                                  | 暗黒神話, Dark Myth | 1990 als OVA          | Ajia-dō                                 |
| Ankoku Shinden Denshou Bushin (3 Folgen)                                  | 暗黒神伝承 武神, Takegami: Guardian of Darkness | 1990 als OVA          | J.C.Staff                               |
| B.B – Burning Blood (3 Folgen)                                            | | 1990 als OVA          | Magic Bus                               |
| Be-Bop-Highschool (7 Folgen)                                              | ビー・バップ・ハイスクール, Bī-Bappu Haisukūru | 1990 als OVA          | Tōei Animation                          |
| Burning Blood (3 Folgen)                                                  | | 1990 als OVA          | Magic Bus                               |
| Carol (eine Folge)                                                        | | 1990 als OVA          | Animate Film, Magic Bus                 |
| Chibi Maruko Chan (142 Folgen)                                            | ちびまる子ちゃん, Chibi Maruko-chan | 1990 als Fernsehserie | Nippon Animation                        |
| Chibi Maruko Chan                                                         | ちびまる子ちゃん, Chibi Maruko-chan | 1990 als Film         |                                         |
| Chinpui: Eri-sama Katsudō Daishashin                                      | チンプイ ～エリさま活動大写真～ | 1990 als Film         | Shin’ei Dōga                            |
| Chōon Senshi Borgman: Lovers Rain                                         | 超音戦士ボーグマン LOVER'S RAIN, Sonic Soldier Borgman: Lover's Rain | 1990 als Film         | Ashi Production                         |
| Circuit no Ōkami II: Modena no Tsurugi (eine Folge)                       | サーキットの狼Ⅱ モデナの剣 | 1990 als OVA          | Gainax                                  |
| City Hunter: Bay City Wars (eine Folge)                                   | シティーハンター ベイシティウォーズ | 1990 als OVA          | Sunrise                                 |
| City Hunter: Hyakuman Dollar no Imbō (eine Folge)                         | シティーハンター 百万ドルの陰謀, City Hunter: Million Dollar Conspiracy                                                                                                  | 1990 als OVA          | Sunrise                                 |
| Cream Lemon Climax - Ninki Manga-ga Zenshu (eine Folge)                   | くりいむレモン クライマックス人気マンガ家全集 | 1990 als OVA          |                                         |
| Cyber City Oedo 808 (3 Folgen)                                            | 電脳都市OEDO808, Saibā Shiti Ō-Edo Hachi-Maru-Hachi | 1990 als OVA          | Madhouse                                |
| Devil Hunter Yohko (6 Folgen)                                             | 魔物ハンター妖子, Mamono Hunter Yōko | 1990 als OVA          | Madhouse                                |
| Devil Hunter Yohko (6 Folgen)                                             | 魔物ハンター妖子, Mamono Hunter Yohko | 1990 als OVA          | Madhouse                                |
| Dirty Pair – Verschwörung um Flug 005 (eine Folge)                        | ダーティペア 謀略の005便, Dāti Pea: Bōryaku no 005-bin, Dirty Pair: Flight 005 Conspiracy                                                                                | 1990 als OVA          | Sunrise                                 |
| Dōgenzaka - Ai no Shiro (eine Folge)                                      | ミルキィ パッション 道玄坂・愛の城, Milky Passion: Dogenzaka, Ai no Shiro                                                                                                | 1990 als OVA          | Tairiku Shobo                           |
| Doraemon: Nobita's Animal Planet                                          | ドラえもん のび太とアニマル惑星(プラネット) | 1990 als Film         | Shin’ei Dōga                            |
| Dragon Ball Z – The Movie: Der Stärkste auf Erden                         | ドラゴンボールZ この世で一番強いヤツ, Doragon Bōru Z: Kono Yo de Ichiban Tsuyoi Yatsu                                                                                    | 1990 als Film         | Tōei Animation, Bird Studio             |
| Dragon Ball Z – The Movie: Die Entscheidungsschlacht                      | ドラゴンボールZ 地球まるごと超決戦, Doragon Bōru Z: Chikyū Marugoto Chōkessen                                                                                            | 1990 als Film         | Tōei Animation, Bird Studio             |
| Dragon Ball Z Special: Son-Gokus Vater – Das Bardock Special (eine Folge) | ドラゴンボールZ たったひとりの最終決戦～フリーザに挑んだZ戦士 孫悟空の父~, Doragon Boru Z: Tatta Hitori no Saishū Kessen – Furīza ni Itonda Z Senshi Kakarotto no Chichi | 1990 als Special      | Tōei Animation, Bird Studio             |
| Edokko Boy: Gatten Taro (22 Folgen)                                       | 江戸っ子ボーイ がってん太助 | 1990 als Fernsehserie | Studio Pierrot                          |
| Eiji (eine Folge)                                                         | エイジ | 1990 als OVA          | Production I.G                          |
| Fujiko F Fujio no SF Tanpen Theater (11 Folgen)                           | 藤子・Ｆ・不二雄のSukoshi Fushigi短編シアター | 1990 als OVA          | Animation 21, Magic Bus, Studio Gallop  |
| Fukuyama Gekijō – Natsu no Himitsu (eine Folge)                           | ふくやま劇場 なつのひみつ, Fukuyama Treater: Summer Show | 1990 als OVA          | Yumex                                   |
| Fuma no Kojirō: Seiken Sensō-hen (6 Folgen)                               | 風魔の小次郎 聖剣戦争篇 | 1990 als OVA          | MOVIC                                   |
| Furiten-kun (2 Folgen)                                                    | フリテンくん | 1990 als OVA          | Knack Productions                       |
| Fushigi na Kuni no Majoko (3 Folgen)                                      | ふしぎな国のまじょ子 | 1990 als OVA          |                                         |
| Gatapishi (199 Folgen)                                                    | ガタピシ | 1990 als Fernsehserie | Shin-Ei Animation                       |
| Gdleen (eine Folge)                                                       | ガデュリン | 1990 als OVA          |                                         |
| Das Geheimnis von Daddy Langbein (40 Folgen)                              | 私のあしながおじさん, Watashi no Ashinaga Ojisan | 1990 als Fernsehserie | Nippon Animation                        |
| Goddamn (2 Folgen)                                                        | ガッデム | 1990 als OVA          | Studio Signal                           |
| Guy (2 Folgen)                                                            | ガイ, Guy: Double Target | 1990 als OVA          | AIC                                     |
| The Hakkenden (13 Folgen)                                                 | THE 八犬伝, Hakkenden: Legend of the Dog Warriors | 1990 als OVA          | AIC                                     |
| Hana no Asuka-gumi! 2: Lonely Cats Battle Royale (eine Folge)             | 花のあすか組！２ ロンリーキャッツ・バトルロイヤル | 1990 als OVA          | Toei Animation                          |
| Heavy                                                                     | ヘヴィ | 1990 als Film         | Artland                                 |
| Hengen Taima Yakō Karura Mau! Sendai Kokeshi Enka (6 Folgen)              | 変幻退魔夜行 カルラ舞う！ 仙台小芥子怨歌, Karura Mau Movie | 1990 als OVA          | Eizō Kōbō                               |
| Hidari no O'Clock!! (4 Folgen)                                            | 左のオクロック！！ | 1990 als OVA          | Toei Animation                          |
| Honki! (3 Folgen)                                                         | 本気（マジ）！, Maji! | 1990 als OVA          | Nippon Animation                        |
| Kōnai Shasei (2 Folgen)                                                   | 校内写生 | 1990 als OVA          | Studio Fantasia                         |
| Die Macht des Zaubersteins (26 Folgen)                                    | ふしぎの海のナディア, Fushigi no Umi no Nadia, Nadia – Die Macht des Zaubersteins                                                                                        | 1990 als Fernsehserie | Gainax                                  |
| Maroko                                                                    | ＭＡＲＯＫＯ 麿子 | 1990 als Film         | Pierrot                                 |
| New Dream Hunter Rem: Yume no Kishi-tachi (eine Folge)                    | NEW DREAM HUNTER 麗夢／夢の騎士達, New Dream Hunter Rem: The Knights Around Her Bed                                                                                      | 1990 als OVA          | St. Zaine                               |
| Patlabor The Mobile Police: The New Files (16 Folgen)                     | 機動警察パトレイバー（ＯＶＡ第２期）, Kidō Keisatsu Patorebā | 1990 als OVA          | Sunrise                                 |
| Ranma ½: Nettō Utagassen (2 Folgen)                                       | らんま1/2 熱闘歌合戦 | 1990 als Special      | Kitty Film, Studio Deen                 |
| Record of Lodoss War (13 Folgen)                                          | ロードス島戦記, Rōdosu-tō senki | 1990 als OVA          | Madhouse                                |
| Robin Hood (52 Folgen)                                                    | ロビンフッドの大冒険, Robin Fuddo no Daibōken | 1990 als Fernsehserie | Tatsunoko Production                    |
| Samurai Pizza Cats (54 Folgen)                                            | キャッ党忍伝てやんでえ | 1990 als Fernsehserie | Shaft (Studio), Studio Nue, Studio Taji |
| Sengoku Bushō Retsuden: Bakufū Dōji Hissatsuman (3 Folgen)                | 戦国武将列伝 爆風童子ヒッサツマン | 1990 als OVA          | Artmic                                  |
| Shin Chōjin Densetsu Urotsukidōji: Mataiden (2 Folgen)                    | 真・超神伝説うろつき童子 魔胎伝, Urotsukidōji II: Legend of the Demon Womb                                                                                               | 1990 als OVA          |                                         |
| Transformer: Zone (eine Folge)                                            | トランスフォーマーZ, Toransufōmā: Zōn, Transformers Zone | 1990 als OVA          | Tōei Animation                          |
| Vampire Sensō (eine Folge)                                                | ヴァンパイヤー戦争, Vampire Wars | 1990 als OVA          | Tōei Animation                          |
| Violence Jack – Hell’s Wind Hen (eine Folge)                              | バイオレンス ジャック 〜ヘルスウインド編〜 | 1990 als OVA          |                                         |
| Wind of Amnesia – Wind des Vergessens                                     | 風の名はアムネジア, Kaze no Na wa Amnesia | 1990 als Film         | Madhouse                                |

## 1991
| Name                                                        | Alternative Namen | Veröffentlichungsjahr | Studio(s)                      |
| ----------------------------------------------------------- | --- | --------------------- | ------------------------------ |
| 21 Emon (39 Folgen)                                         | 21エモン | 1991 als Fernsehserie | Production I.G, Shin’ei Dōga   |
| Adachigahara                                                | 安達が原 | 1991 als Film         | Tezuka Productions             |
| Ai Monogatari (9 Folgen)                                    | 愛物語 | 1991 als OVA          |                                |
| Anime Himitsu no Hanazono (39 Folgen)                       | アニメ ひみつの花園 | 1991 als Fernsehserie | Aubec                          |
| Arslan Senki                                                | アルスラーン戦記, Arusurān Senki | 1991 als Film         | Animate Film, I.G Tatsunoko    |
| ASaTTe DaNCE (2 Folgen)                                     | あさってDaNCE, Dance Till Tomorrow | 1991 als OVA          | Knack Productions              |
| Be-Bop-Highschool: Kaizokuban (3 Folgen)                    | ビー・バップ・ハイスクール海賊版, Bī-Bappu Haisukūru Kaizokuban                                                                            | 1991 als OVA          | Tōei Animation                 |
| Bōsō Sengokushi (2 Folgen)                                  | 暴走戦国史 | 1991 als OVA          |                                |
| Bubblegum Crash (3 Folgen)                                  | バブルガムクラッシュ!, Baburugamu Kurasshu!                                                                                                | 1991 als OVA          | Artmic                         |
| Burn Up (eine Folge)                                        | バーンナップ, Bānnappu | 1991 als OVA          | AIC                            |
| Capricorn (eine Folge)                                      | カプリコン, Kapurikon | 1991 als OVA          | Aubec                          |
| CB Chara Nagai Go World (3 Folgen)                          | CBキャラ永井豪ワールド | 1991 als OVA          | Triangle Staff                 |
| Chō Bakumatsu Shōnen Seiki Takamaru (2 Folgen)              | 超幕末少年世紀 タカマル, Super 19th Century Boy Takamaru                                                                                   | 1991 als OVA          | J.C.Staff, Studio Live         |
| Chōjin Locke: Shin Sekai Sentai (2 Folgen)                  | 超人ロック: 新世界戦隊, Locke the Superman: New World Battle Team                                                                          | 1991 als OVA          | Nippon Animation               |
| Chūmon no Ōi Ryōriten                                       | 注文の多い料理店, A Well-Ordered Restaurant                                                                                                | 1991 als Film         |                                |
| City Hunter ’91 (13 Folgen)                                 | シティーハンター'91 | 1991 als Fernsehserie | Sunrise                        |
| Dark Cat                                                    | ダークキャット | 1991 als Film         | Agent 21, Nikkatsu Corporation |
| Deluxe Ariel (2 Folgen)                                     | | 1991 als OVA          |                                |
| Detonator Orgun (3 Folgen)                                  | DETONATORオーガン | 1991 als OVA          | AIC                            |
| Doomed Megalopolis (4 Folgen)                               | 帝都物語, Teito Monogatari | 1991 als OVA          | Madhouse                       |
| Doraemon: Nobita in Dorabian Nights                         | ドラえもん のび太のドラビアンナイト | 1991 als Film         | Shin’ei Dōga                   |
| Dorami-chan: Arara Shōnen Sanzoku Dan                       | ドラミちゃん アララ・少年山賊団!, Dorami-chan: Wow, The Kid Gang of Bandits                                                                | 1991 als Film         | Shin’ei Dōga                   |
| Dororonpa! (28 Folgen)                                      | どろろんぱっ! | 1991 als Fernsehserie |                                |
| Dragon Ball Z – The Movie: Rache für Freezer                | ドラゴンボールZ とびっきりの最強対最強, Doragon Boru Z: Tobikkiri no Saikyō Tai Saikyō                                                     | 1991 als Film         | Tōei Animation, Bird Studio    |
| Dragon Ball Z – The Movie: Super-Saiyajin Son-Goku          | ドラゴンボールZ 超サイヤ人だ孫悟空, Doragon Bōru Z: Sūpā Saiyajin da Son Gokū                                                              | 1991 als Film         | Tōei Animation, Bird Studio    |
| Dragon Fist (eine Folge)                                    | ドラゴンフィスト | 1991 als OVA          | Agent 21                       |
| Dragon Knight (eine Folge)                                  | ドラゴンナイト | 1991 als OVA          | Polystar                       |
| Dragon Quest: Dai no Daibōken (46 Folgen)                   | ドラゴンクエスト ダイの大冒険, Dragon Quest: Dai's Great Adventure                                                                         | 1991 als Fernsehserie | Tōei Dōga                      |
| Dragon Quest: Dai no Daibōken                               | ドラゴンクエスト ダイの大冒険, Dragon Quest: Great Adventure of Dai                                                                        | 1991 als Film         | Tōei Dōga                      |
| Drei kleine Geister (50 Folgen)                             | ちいさなおばけアッチ・コッチ・ソッチ, Chiisana Obake Acchi Kocchi Socchi, Three Little Ghosts                                              | 1991 als Fernsehserie | Studio Pierrot                 |
| Eiyū Gaiden Mozaika (4 Folgen)                              | 英雄凱伝モザイカ, Mozaika | 1991 als OVA          | Studio Deen                    |
| Exper Zenon (eine Folge)                                    | エクスパーゼノン, Ekusupā Zenon | 1991 als OVA          | Studio Fantasia                |
| Fushigina Elevator                                          | ふしぎなエレベーター | 1991 als Kurzfilm     | Nichiei Production             |
| Gall Force: Shinseiki-hen (2 Folgen)                        | ガルフォース新世紀編, Garu Fōsu Shinseiki-hen, Gall Force: New Era                                                                         | 1991 als OVA          | AIC, Animate Film, Artmic      |
| Gamba to Kawauso no Bōken                                   | ガンバとカワウソの冒険, The Adventure of Gamba and Otters                                                                                  | 1991 als Film         | Tokyo Movie Shinsha            |
| Gekkō no Piasu (12 Folgen)                                  | 月光のピアス ユメミと銀のバラ騎士団, Gekkō no Pierce: Yumemi to Gin no Bara no Kishi-dan, The Earring of Moonlight                         | 1991 als OVA          | Pierrot                        |
| Genji Tsuushin Agedama (51 Folgen)                          | ゲンジ通信あげだま, Story from Genji Agedama                                                                                               | 1991 als Fernsehserie | Studio Gallop                  |
| Getter Robo Go (50 Folgen)                                  | ゲッターロボ號, Goldbang | 1991 als Fernsehserie | Toei Animation                 |
| Handsome na Kanojo (eine Folge)                             | ハンサムな彼女, Handsome Girl | 1991 als OVA          | J.C.Staff                      |
| Hanni und Nanni (26 Folgen)                                 | おちゃめなふたご ―クレア学院物語―, Ochame na Futago – Clare Gakuin Monogatari                                                              | 1991 als Fernsehserie | Tōkyō Movie                    |
| High School Mystery: Gakuen Nanafushigi (41 Folgen)         | ハイスクールミステリー 学園七不思議, School of 7 Wonders                                                                                   | 1991 als Fernsehserie | Studio Comet                   |
| Himitsu no Hanazono (39 Folgen)                             | アニメ ひみつの花園, The Animated Secret Garden                                                                                            | 1991 als Fernsehserie | Aubec, Gakken                  |
| Honō no Tenkōsei (2 Folgen)                                 | 炎の転校生 | 1991 als OVA          | Gainax                         |
| Honō no Tōkyūji Dodge Danpei (47 Folgen)                    | 炎の闘球児・ドッジ弾平, Fighting Dodgeball Boy Dodge Danpei                                                                                | 1991 als Fernsehserie | Animation 21                   |
| Hoshikuzu Paradise (eine Folge)                             | 星くずパラダイス, Stardust Paradise | 1991 als OVA          |                                |
| Huckleberry Finn                                            | ハックルベリィの冒険, Huckleberry no Bōken                                                                                                 | 1991 als Film         | Group TAC                      |
| Die kleine Meerjungfrau Marina (26 Folgen)                  | 人魚姫 マリーナの冒険, Ningyo Hime Marina no Daibōken                                                                                      | 1991 als Fernsehserie |                                |
| Mad Bull 34 (4 Folgen)                                      | マッド・ブル34, Maddo Buru 34 | 1991 als OVA          | Magic Bus                      |
| Mahō no Princess Minky Momo: Yume o Dakishimete (62 Folgen) | 魔法のプリンセス ミンキーモモ夢を抱きしめて                                                                                                | 1991 als Fernsehserie | Production Reed                |
| Maison Ikkoku: Ikkoku-tō Nanpa Shimatsu ki (eine Folge)     | めぞん一刻 : 一刻島ナンパ始末記 | 1991 als OVA          | Kitty Film                     |
| Mobile Suit Gundam 0083: Stardust Memory (13 Folgen)        | 機動戦士ガンダム００８３ スターダストメモリー, Kidō Senshi Gundam 0083: Stardust Memory                                                    | 1991 als OVA          | Sunrise                        |
| Mobile Suit Gundam F91                                      | 機動戦士ガンダムF91, Kidō Senshi Gandamu F91                                                                                               | 1991 als Film         | Sunrise                        |
| Mōryō Senki Madara (2 Folgen)                               | 魍魎戦記MADARA | 1991 als OVA          | Studio Fantasia                |
| Nadia – The Secret of Blue Water – The Movie                | ふしぎの海のナディア 劇場用オリジナル版, Fushigi no Umi no Nadia - Gekijōyō Originaru-ban, Fushigi no Umi no Nadia - Gekijōyō Original-ban | 1991 als Film         | Gainax                         |
| Ningyo no Mori (eine Folge)                                 | 人魚の森 | 1991 als OVA          | Studio Pierrot                 |
| Ninja Gaiden (eine Folge)                                   | 忍者龍剣伝 | 1991 als OVA          | Studio Junio                   |
| Ogenki Clinic (3 Folgen)                                    | お元気クリニック, Ogenki Kurinikku | 1991 als OVA          | AC Create                      |
| Otaku no Video (2 Folgen)                                   | おたくのビデオ | 1991 als OVA          | Gainax                         |
| Ranma ½ – Big Trouble in Nekonron, China                    | らんま1/2 中国寝崑崙大決戦! 掟やぶりの激闘篇!!, Ranma ½: Chūgoku Nekonron Daikessen! Okite Yaburi no Gekitō-hen                            | 1991 als Film         | Kitty Film, Studio Deen        |
| Rōjin Z (eine Folge)                                        | 老人Z | 1991 als OVA          |                                |
| Sazan Eyes (4 Folgen)                                       | 3×3EYES, 3×3 Augen | 1991 als OVA          | Tōei Animation                 |
| Shin Davide no Hoshi: Inma Densetsu (eine Folge)            | 新堕糜泥の星 淫魔伝説 | 1991 als OVA          |                                |
| Sōryūden (12 Folgen)                                        | 創竜伝 | 1991 als OVA          | Kitty Film                     |
| Spezialeinheit Metal Jack (37 Folgen)                       | 機甲警察メタルジャック, Kikō Keisatsu Metal Jack                                                                                           | 1991 als Fernsehserie | Sunrise                        |
| Sukeban Deka (2 Folgen)                                     | スケバン刑事 | 1991 als OVA          |                                |
| Tränen der Erinnerung – Only Yesterday                      | おもひでぽろぽろ, Omoide Poro Poro, Only Yesterday                                                                                         | 1991 als Film         | Studio Ghibli                  |
| Urusei Yatsura: Itsudatte My Darling                        | うる星やつら いつだって・マイ・ダーリン, Urusei Yatsura: Always My Darling                                                                 | 1991 als Film         | Kitty Film, Madhouse           |
| Urusei Yatsura: Otome Bashika no Kyōfu (eine Folge)         | うる星やつら 乙女ばしかの恐怖, Urusei Yatsura: Terror of Girly-Eyes Measles                                                                | 1991 als OVA          | Kitty Film, Madhouse           |
| Urusei Yatsura: Reikon to Date (eine Folge)                 | うる星やつら 霊魂とデート, Urusei Yatsura: Reikon to Dēto, Urusei Yatsura: Date with a Spirit                                              | 1991 als OVA          | Kitty Film, Madhouse           |
| Wundersame Geschichten (26 Folgen)                          | アニメ世界の童話, Anime sekai no dowa, Funky Fables                                                                                        | 1991 als Fernsehserie |                                |
| Yokoyama Mitsuteru Sangokushi (47 Folgen)                   | 横山光輝 三国志 | 1991 als Fernsehserie |                                |

## 1992
| Name                                                            | Alternative Namen | Veröffentlichungsjahr | Studio(s)                             |
| --------------------------------------------------------------- | --- | --------------------- | ------------------------------------- |
| 21 Emon: Uchū Ike! Hadashi no Princess                          | 21エモン 宇宙いけ！裸足のプリンセス                                                                                             | 1992 als Film         | Shin’ei Dōga                          |
| Abashiri Ikka (4 Folgen)                                        | あばしり一家, Abashiri Family                                                                                                   | 1992 als OVA          | Studio Pierrot                        |
| Ai no Kusabi (2 Folgen)                                         | 間の楔 | 1992 als OVA          | AIC                                   |
| Akai Hayate (4 Folgen)                                          | 紅いハヤテ | 1992 als OVA          |                                       |
| Anime Rakugo Kan (4 Folgen)                                     | アニメ落語館 | 1992 als OVA          | Ajia-dō                               |
| Aoi Sei - Angie & Rose (eine Folge)                             | 青い性～アンジェロ＆ローズ~ | 1992 als OVA          | Fairy Dust, Studio Soft               |
| Aoi Sei - Angie & Rose (eine Folge)                             | 青い性～アンジェロ＆ローズ～ | 1992 als OVA          | Fairy Dust, Studio Soft               |
| Äpfelland Monogatari (eine Folge)                               | アップフェルラント物語, Appuferurando Monogatari                                                                                | 1992 als OVA          | J.C.Staff                             |
| Arslan Senki II                                                 | アルスラーン戦記II, Arusurān Senki II                                                                                           | 1992 als Film         | Aubekku                               |
| Ashita e Free Kick (25 Folgen)                                  | あしたへフリーキック, Ashita e Furī Kikku                                                                                       | 1992 als Fernsehserie | Ashi Production                       |
| Babel II (4 Folgen)                                             | バビル2世, Babel Nisei | 1992 als OVA          | Hikari Productions                    |
| Bannō Bunka Nekomusume (6 Folgen)                               | 万能文化猫娘 | 1992 als OVA          | Animate Film                          |
| Bastard!! Ankoku no Hakai-jin (6 Folgen)                        | バスタード!! 暗黒の破壊神 | 1992 als OVA          | AIC                                   |
| Battle Fighters Garō Densetsu (eine Folge)                      | バトルファイターズ餓狼伝説, Fatal Fury: Legend of the Hungry Wolf                                                               | 1992 als OVA          | Nihon Ad Systems                      |
| Boyfriend (eine Folge)                                          | ボーイフレンド, Bōifurendo | 1992 als Special      | Magic Bus                             |
| Buschbabies – Im Land der wilden Tiere (40 Folgen)              | 大草原の小さな天使 ブッシュベイビー, Daisōgen no Chiisana Tenshi Bush Baby                                                      | 1992 als Fernsehserie | Nippon Animation                      |
| Calimero (52 Folgen)                                            | カリメロ | 1992 als Fernsehserie | Tōei Animation                        |
| Candy Candy Movie                                               | キャンディ・キャンディ | 1992 als Film         | Tōei Animation                        |
| Chibi Maruko-chan: Watashi no Suki na Uta                       | さくらももこワールド ちびまる子ちゃん わたしの好きな歌, Chibi Maruko-chan: My Favorite Song                                     | 1992 als Film         | Nippon Animation                      |
| Chikyū SOS Soreike Kororin (26 Folgen)                          | 地球SOSそれいけコロリン | 1992 als Fernsehserie |                                       |
| Chirorin Mura Monogatari (170 Folgen)                           | チロリン村物語, Foxes of Chironup                                                                                               | 1992 als Fernsehserie | C&D                                   |
| Chōdendō Robo: Tetsujin 28-gō FX (47 Folgen)                    | 超電動ロボ 鉄人28号FX | 1992 als Fernsehserie | TMS Entertainment                     |
| Chōjin Densetsu Urotsukidōji: Mirai-hen (4 Folgen)              | 超神伝説うろつき童子 未来篇, Urotsukidōji II: Legend of the Demon Womb                                                          | 1992 als OVA          |                                       |
| Cooking Papa (151 Folgen)                                       | クッキングパパ | 1992 als Fernsehserie | Eiken                                 |
| Crayon Shin-Chan (631 Folgen)                                   | クレヨンしんちゃん, Shin Chan                                                                                                   | 1992 als Fernsehserie | Shin’ei Dōga                          |
| D-1 Devastator (2 Folgen)                                       | D-1 デバステイター | 1992 als OVA          | Dynamic Production, Takara            |
| Den’ei Shōjo (6 Folgen)                                         | 電影少女, Video Girl Ai | 1992 als OVA          | Production I.G                        |
| Densetsu no Yuusha Da Garn (46 Folgen)                          | 伝説の勇者ダ・ガーン, Legendary Brave Da Garn                                                                                   | 1992 als Fernsehserie | Sunrise, Studio Live                  |
| Don – Gokudō Suikoden (2 Folgen)                                | ドン 極道水滸伝 | 1992 als OVA          |                                       |
| Doraemon: Nobita to Kumo no Ōkoku                               | ドラえもん のび太と雲の王国, Doraemon: Nobita and the Kingdom of Clouds                                                         | 1992 als Film         | Shin’ei Dōga                          |
| Down Load - Namiamidabutsu wa Ai no Uta (eine Folge)            | DOWN LOAD 南無阿弥陀仏は愛の詩                                                                                                  | 1992 als OVA          | Madhouse                              |
| Dragon Ball Z – The Movie: Angriff der Cyborgs                  | ドラゴンボールZ 極限バトル!!三大超サイヤ人, Doragon Bōru Z: Kyokugen Batoru!! Sandai Sūpā Saiyajin                              | 1992 als Film         | Tōei Animation, Bird Studio           |
| Dragon Ball Z – The Movie: Coolers Rückkehr                     | ドラゴンボールZ 激突!!100倍パワーの戦士たち, Doragon Boru Z: Gekitotsu!! Hyakuoku Pawā no Senshi-tachi                          | 1992 als Film         | Tōei Animation, Bird Studio           |
| Dragon Quest: Dai no Daibōken Buchiyabure!! Shinsei 6 Daishōgun | ドラゴンクエスト ダイの大冒険 ぶちやぶれ!!新生6大将軍                                                                           | 1992 als Film         | Tōei Dōga                             |
| Dragon Quest: Dai no Daibōken Tachiagare!! Aban no Shito        | ドラゴンクエスト ダイの大冒険 起ちあがれ!!アバンの使徒, Dragon Quest: Great Adventure of Dai!: Disciple of Aban                 | 1992 als Film         | Tōei Dōga                             |
| Dragon Slayer Eiyū Densetsu: Ōji no Tabidachi (2 Folgen)        | ドラゴンスレイヤー英雄伝説 王子の旅立ち, Dragon Slayer: The Legend of Heroes                                                    | 1992 als OVA          |                                       |
| Eien no Filena (6 Folgen)                                       | 永遠のフィレーナ | 1992 als OVA          | Pierrot Project                       |
| Fuma no Kojirō: Fuma Hanran-hen (eine Folge)                    | 風魔の小次郎 風魔反乱篇 | 1992 als OVA          | MOVIC                                 |
| Genesis Surviver Gaiarth (3 Folgen)                             | 創世機士ガイアース, Gaiarth | 1992 als OVA          | AIC, Big Bang                         |
| Genji (2 Folgen)                                                | 源氏 | 1992 als OVA          | Tezuka Productions, TMS Entertainment |
| Genki Bakuhatsu Ganbaruger (47 Folgen)                          | 元気爆発ガンバルガー, Energy Bomb Ganbaruger                                                                                    | 1992 als Fernsehserie | Sunrise                               |
| Giant Robo The Animation: Chikyū ga Seishisuru Hi (7 Folgen)    | ジャイアント・ロボ THE ANIMATION 地球が静止する日, Giant Robo: The Animation - The Day the Earth Stood Still                    | 1992 als OVA          | Mu Animation Studio                   |
| Gin no Otoko (eine Folge)                                       | 銀の男 | 1992 als OVA          | J.C.Staff                             |
| Ginga Eiyū Densetsu Gaiden: Ōgon no Tsubasa                     | 銀河英雄伝説外伝 黄金の翼 | 1992 als Film         | Kitty Film                            |
| Gorillaman (2 Folgen)                                           | ゴリラーマン | 1992 als OVA          | Kodansha                              |
| Green Legend Ran (3 Folgen)                                     | グリーンレジェンド乱 | 1992 als OVA          | AIC                                   |
| Hana no Mahōtsukai Mary Bell (50 Folgen)                        | 花の魔法使いマリーベル, Flower Witch Mary Bell                                                                                  | 1992 als Fernsehserie | Ashi Productions                      |
| Hana no Mahōtsukai Mary Bell: Phoenix no Kagi                   | 花の魔法使いマリーベル フェニックスの鍵                                                                                         | 1992 als Film         | Hero Communications                   |
| Hanappe Bazooka (eine Folge)                                    | 花平バズーカ | 1992 als OVA          | Studio Signal                         |
| Hashire Melos!                                                  | 走れメロス!, Run Melos! | 1992 als Film         | Toei Animation                        |
| Hashire! Shiroi Ōkami                                           | 走れ！白いオオカミ, Flight of the White Wolf                                                                                    | 1992 als Film         | Group TAC                             |
| Hayō no Tsurugi: Shikkoku no Mashō (2 Folgen)                   | 破妖の剣 漆黒の魔性 | 1992 als OVA          | Magic Bus                             |
| Hello Harinezumi: File 170 Satsui no Ryōbun (eine Folge)        | ハロー張りネズミ ファイル１７０ 殺意の領分, Hello Hedgehog: File 170 Domain of Murder                                           | 1992 als OVA          | Studio Deen                           |
| High School Jingi (eine Folge)                                  | はいすくーる仁義 | 1992 als OVA          | J.C.Staff                             |
| Hime-chan no Ribbon (61 Folgen)                                 | 姫ちゃんのリボン | 1992 als Fernsehserie | Gallop                                |
| Hōkago no Tinker Bell (eine Folge)                              | 放課後のティンカー・ベル | 1992 als OVA          | Ashi Productions                      |
| Injū Gakuen (6 Folgen)                                          | 淫獣学園, La Blue Girl | 1992 als OVA          |                                       |
| Komet im Mumintal                                               | ムーミン谷の彗星, Mūmindani no suisei                                                                                           | 1992 als Film         | Telescreen, Visual 80                 |
| Kyōshoku Sōkō Guyver: Act II (6 Folgen)                         | 強殖装甲ガイバー ACT II | 1992 als OVA          | Takaya Production                     |
| Macross II: Lovers Again (6 Folgen)                             | 超時空要塞マクロス II Lovers Again, Chōjikū Yōsai Makurosu II: Lovers Again, Super Dimension Fortress Macross II: Lovers, Again | 1992 als OVA          | AIC                                   |
| Mobile Suit Gundam 0083: Zion no Zankō                          | 機動戦士ガンダム0083 ジオンの残光, Kidō Senshi Gundam 0083: Zion no Zankō                                                       | 1992 als Film         | Sunrise                               |
| New Dream Hunter Rem: Satsuriku no Mugen Meikyū (eine Folge)    | NEWドリームハンター麗夢 殺戮の夢幻迷宮, New Dream Hunter Rem: Massacre in the Phantasmic Labyrinth                              | 1992 als OVA          |                                       |
| Porco Rosso                                                     | 紅の豚, Kurenai no Buta | 1992 als Film         | Studio Ghibli                         |
| Prelude: Maison Ikkoku (eine Folge)                             | プレリュードめぞん一刻 | 1992 als Special      | Kitty Film                            |
| Ranma ½ – Nihao My Concubine                                    | らんま1/2 決戦桃幻郷! 花嫁を奪りもどせ!!, Ranma ½: Kessen Tōgenkyō! Hanayome o Torimodose!!                                     | 1992 als Film         | Kitty Film, Studio Deen               |
| Ranma ½: Tendō-ke no Oyobidenai Yatsura! (eine Folge)           | らんま1/2 天道家のおよびでない奴ら!                                                                                             | 1992 als Special      | Kitty Film, Studio Deen               |
| Sailor Moon (46 Folgen)                                         | 美少女戦士セーラームーン, Bishōjo Senshi Sailor Moon, Sailor Moon – Das Mädchen mit den Zauberkräften                           | 1992 als Fernsehserie | Tōei Animation                        |
| Shin Chō Bakumatsu Shōnen Seiki Takamaru (6 Folgen)             | 新・超幕末少年世紀タカマル | 1992 als OVA          | J.C.Staff, Studio Live                |
| Super Bikkuriman (44 Folgen)                                    | スーパービックリマン | 1992 als Fernsehserie | Tōei Animation                        |
| Super Zugan (42 Folgen)                                         | スーパーヅガン | 1992 als Fernsehserie | Kitty Film, Studio Deen               |
| Tenchi Muyō! Ryōōki (21 Folgen)                                 | 天地無用! 魎皇鬼 | 1992 als OVA          | AIC                                   |
| Tōkyō Babylon (eine Folge)                                      | 東京BABYLON | 1992 als OVA          | Madhouse                              |
| Weathering Continent                                            | 風の大陸, Kaze no Tairiku | 1992 als Film         | Production I.G                        |
| Yawara! Soreyuke Koshinuke Kiss                                 | YAWARA! それゆけ腰ぬけキッズ!!                                                                                                  | 1992 als Film         | Kitty Film, Madhouse                  |
| Yū Yū Hakusho (112 Folgen)                                      | 幽★遊★白書 | 1992 als Fernsehserie | Studio Pierrot                        |
| Zetsuai 1989 (eine Folge)                                       | | 1992 als OVA          | Madhouse                              |

## 1993
| Name                                                                               | Alternative Namen | Veröffentlichungsjahr | Studio(s)                        |
| ---------------------------------------------------------------------------------- | --- | --------------------- | -------------------------------- |
| 8-man After (4 Folgen)                                                             | エイトマン AFTER, Eitoman After, Cyber Desesperado, 8 Man After                                                                                  | 1993 als OVA          | J.C.Staff                        |
| Abenteuer in den Weiden (26 Folgen)                                                | 楽しいウイロータウン, Tanoshii Willow Town | 1993 als Fernsehserie |                                  |
| Adventure Kid (3 Folgen)                                                           | アドベンチャーKID, Adobenchā Kid | 1993 als OVA          |                                  |
| A-Girl (eine Folge)                                                                | エー・ガール | 1993 als OVA          | Madhouse                         |
| Akuemon (eine Folge)                                                               | 悪右衛門 | 1993 als OVA          |                                  |
| Aoi Kioku - Manmō Kaitaku to Shōnen-tachi                                          | 蒼い記憶 満蒙開拓と少年たち | 1993 als Film         | Magic Bus                        |
| Arslan Senki (4 Folgen)                                                            | アルスラーン戦記, Arusurān Senki | 1993 als OVA          | Studio Pierrot, Daume, J.C.Staff |
| Aru Kararu no Isan (eine Folge)                                                    | アル・カラルの遺産 | 1993 als OVA          |                                  |
| Bad Boys (5 Folgen)                                                                | | 1993 als OVA          | Tōei Animation                   |
| Bakuen Campus Guardress (4 Folgen)                                                 | 爆炎CAMPUSガ－ドレス | 1993 als OVA          | Production I.G                   |
| Battle Angel Alita (2 Folgen)                                                      | 銃夢, Gunnm | 1993 als OVA          | Animate Film                     |
| Battle Fighters Garō Densetsu 2 (eine Folge)                                       | バトルファイターズ餓狼伝説2, Fatal Fury 2: The New Battle                                                                                        | 1993 als OVA          | Nihon Ad Systems                 |
| Battle Spirits: Ryuko no Ken (eine Folge)                                          | バトルスピリッツ 龍虎の拳 | 1993 als OVA          | Studio Comet                     |
| Big Wars: Kami Utsu Akaki Kōya ni                                                  | ビッグ・ウォーズ 神撃つ朱き荒野に, Daisenki | 1993 als Film         | Magic Bus                        |
| Black Jack (10 Folgen)                                                             | ブラック・ジャック, Burakku Jakku | 1993 als OVA          | Studio Comet                     |
| Casshern (4 Folgen)                                                                | キャシャーン, Kyashān | 1993 als OVA          | Tatsunoko Production             |
| Die Champions – Anpfiff für 11 Freunde (58 Folgen)                                 | 蒼き伝説 シュート!, Aoki Densetsu Shūto, Aoki Densetsu Shoot                                                                                     | 1993 als Fernsehserie | Tōei Animation                   |
| Chōjikū Seiki Orguss 02 (6 Folgen)                                                 | 超時空世紀オーガス02, Orguss 02 | 1993 als OVA          | J.C.Staff                        |
| Chōjin Densetsu Urotsukidōji: Hōrō-hen (3 Folgen)                                  | 超神伝説うろつき童子 放浪篇, Urotsukidōji IV: Inferno Road                                                                                       | 1993 als OVA          |                                  |
| Chōon Senshi Borgman 2 - Shin Seiki 2058 (3 Folgen)                                | 超音戦士ボーグマン２ 新世紀２０５８, Sonic Soldier Borgman 2 - A New Century 2058                                                                | 1993 als OVA          | Ashi Production                  |
| The Cockpit (3 Folgen)                                                             | ザ・コクピット, Za Kokupitto | 1993 als OVA          | Madhouse                         |
| Coo – Der Dino aus dem Meer                                                        | 遠い海から来たCOO, Tōi Umi kara Kita Coo | 1993 als Film         | Tōei Animation                   |
| Daisuki! Hello Kitty (13 Folgen)                                                   | 大好き！ハローキティ, Hello Kitty | 1993 als Fernsehserie |                                  |
| Doraemon: Nobita's Tin-Plate Labyrinth                                             | ドラえもん のび太とブリキの迷宮 | 1993 als Film         | Shin’ei Dōga                     |
| Dorami-chan: Hello, Dynosis Kids!!                                                 | ドラミちゃん ハロー恐竜キッズ | 1993 als Film         | Shin’ei Dōga                     |
| Dr. Slump Arale-chan: N-cha! Penguin-mura wa Hare nochi Hare                       | Dr.スランプ アラレちゃん んちゃ!ペンギン村はハレのち晴れ, Dr. Surampu Arare-chan: N-cha! Pengin-mura wa Hare nochi Hare                          | 1993 als Film         | Tōei Animation, Bird Studio      |
| Dr. Slump Arale-chan: N-cha! Penguin-mura yori Ai o Komete                         | Dr.スランプ アラレちゃん んちゃ!ペンギン村より愛をこめて, Dr. Surampu Arare-chan: N-cha! Penguin-mura yori Ai o Komete                           | 1993 als Film         | Tōei Animation, Bird Studio      |
| Dragon Ball Z – The Movie: Der legendäre Super-Saiyajin                            | ドラゴンボールZ 燃えつきろ!!熱戦・烈戦・超激戦, Doragon Bōru Z: Moetsukiro!! Nessen, Ressen, Chōgekisen                                          | 1993 als Film         | Tōei Animation, Bird Studio      |
| Dragon Ball Z – The Movie: Super-Saiyajin Son-Gohan                                | ドラゴンボールZ 銀河ギリギリ!!ぶっちぎりの凄い奴, Doragon Boru Z: Ginga Girigiri!! Butchigiri no Sugoi Yatsu                                     | 1993 als Film         | Tōei Animation, Bird Studio      |
| Dragon Ball Z Special: Die Geschichte von Trunks – Das Trunks Special (eine Folge) | ドラゴンボールＺ・絶望への反抗!!残された超戦士・悟飯とトランクス, Doragon Boru Z: Zetsubō e no Hankō!! Nokosareta Chōsenshi – Gohan to Torankusu | 1993 als Special      | Tōei Animation, Bird Studio      |
| Dragon Half (2 Folgen)                                                             | ドラゴンハーフ, Doragon Hāfu | 1993 als OVA          | Victor Entertainment             |
| Dragon League (39 Folgen)                                                          | ドラゴンリーグ | 1993 als Fernsehserie | Nippon Animation, Studio Gallop  |
| Emblem Take 2 (2 Folgen)                                                           | 代紋TAKE2 The Animation | 1993 als OVA          | Tōei Animation                   |
| Fantasia (eine Folge)                                                              | ふぁんたじあ, Fantajia | 1993 als OVA          | Tatsunoko Production             |
| Fight!! (eine Folge)                                                               | FIGHT!!, Fight!! Spirit of the Sword | 1993 als OVA          | J.C.Staff                        |
| Flüstern des Meeres – Ocean Waves                                                  | 海がきこえる, Umi ga Kikoeru | 1993 als Film         | Studio Ghibli                    |
| Fortune Quest – Yonimo Shiawase na Bōkensha-tachi (4 Folgen)                       | フォーチュン・クエスト 世にも幸せな冒険者たち | 1993 als OVA          | J.C.Staff                        |
| Ganbare Goemon: Jigen Jō no Akumu (eine Folge)                                     | がんばれゴエモン 次元城の悪夢 | 1993 als OVA          | AIC                              |
| Gefährliche Blumen                                                                 | 美少女戦士セーラームーンR, Bishōjo Senshi Sailor Moon R                                                                                          | 1993 als Film         | Tōei Animation                   |
| Gensō jodan Elicia (4 Folgen)                                                      | 幻想叙譚エルシア, Ellcia | 1993 als OVA          | J.C.Staff, JVC                   |
| The Gigolo – Dochinpira (eine Folge)                                               | どチンピラ | 1993 als OVA          | Studio Kikan                     |
| Ginga Eiyū Densetsu Gaiden/Arata naru Tatakai no Overture                          | 銀河英雄伝説外伝／新たなる戦いの序曲 | 1993 als Film         | Kitty Film                       |
| Ginga no Sakana - URSA minor BLUE (eine Folge)                                     | 銀河の魚~URSA minor BLUE~ | 1993 als OVA          | Project Team Sara                |
| Heisei Inu Monogatari Bow (40 Folgen)                                              | 平成イヌ物語バウ, Heisei Period Dog Tale Bow | 1993 als Fernsehserie | Nippon Animation                 |
| Hiroshima ni Ichiban Densha ga Hashitta (eine Folge)                               | ヒロシマに一番電車が走った ～３００通の被爆体験手記から～                                                                                        | 1993 als Special      | Madhouse                         |
| Hon Ran (eine Folge)                                                               | 紅狼（ホンラン）, Crimson Wolf | 1993 als OVA          | APPP                             |
| Huckleberry Finn (6 Folgen)                                                        | ハックルベリィの冒険, Huckleberry no Bōken | 1993 als OVA          | Group TAC                        |
| Idol Boēitai Hummingbird (4 Folgen)                                                | アイドル防衛隊ハミングバード, Aidoru Boēitai Hamingubādo, Idol Defense Force Hummingbird                                                         | 1993 als OVA          | Production Reed                  |
| The Irresponsible Captain Tylor (26 Folgen)                                        | 無責任艦長タイラー, Musekinin Kanchō Tairā | 1993 als Fernsehserie | Tatsunoko Production, Big West   |
| Kenyū Densetsu Yaiba (51 Folgen)                                                   | 剣勇伝説YAIBA | 1993 als Fernsehserie | Pastel                           |
| Kidō Senshi Gundam 0083: Stardust Memory - Sora no Kagerō (eine Folge)             | 機動戦士ガンダム0083 STARDUST MEMORY 宇宙（そら）の蜉蝣                                                                                          | 1993 als OVA          | Sunrise                          |
| Missis Jo und ihre fröhliche Familie (40 Folgen)                                   | 若草物語ナンとジョー先生, Wakakusa Monogatari Nan to Jō Sensei                                                                                   | 1993 als Fernsehserie | Nippon Animation                 |
| Mobile Suit Victory Gundam (51 Folgen)                                             | 機動戦士Vガンダム, Kidō Senshi Vikutori Gandamu                                                                                                  | 1993 als Fernsehserie | Sunrise, Studio Deen             |
| Moldiver (6 Folgen)                                                                | モルダイバー | 1993 als OVA          | AIC                              |
| Ningyo no Kizu (eine Folge)                                                        | 人魚の傷 | 1993 als OVA          | Madhouse                         |
| Ninja Scroll                                                                       | 獣兵衛忍風帖, Jūbei Nimpūchō | 1993 als Film         | Madhouse                         |
| Oh! My Goddess (5 Folgen)                                                          | ああっ女神さまっ, Aa! Megami-Sama | 1993 als OVA          | AIC                              |
| Patlabor 2 – The Movie                                                             | 機動警察パトレイバー２ the Movie, Kidō Keisatsu Patorebā 2 the Movie                                                                             | 1993 als Film         | Production I.G                   |
| Please Save My Earth (6 Folgen)                                                    | ぼくの地球を守って, Boku no Chikyū o Mamotte, ぼく地球, Bokutama                                                                                 | 1993 als OVA          | Production I.G                   |
| Ranma ½ 1994 Music Calendar (eine Folge)                                           | | 1993 als Special      | Kitty Film, Studio Deen          |
| Ranma ½: Chōmusabetsu Kessen! Ranma Team vs. Densetsu no Hōō                       | らんま1/2 超無差別決戦! 乱馬チームVS伝説の鳳凰                                                                                                   | 1993 als Film         | Studio Deen, Kitty Film          |
| Ranma ½: Shampoo Hyōhen! Henten Hōshu no Wazawai (eine Folge)                      | らんま1/2 シャンプー豹変! 反転宝珠の禍, Shampoo's Sudden Switch - The Curse of the Contrary Jewel                                                | 1993 als OVA          | Studio Deen, Kitty Film          |
| Ranma ½: Tendō-ke Scramble Christmas (eine Folge)                                  | らんま1/2 天道家 すくらんぶるクリスマス, Tendo Family Christmas Scramble                                                                         | 1993 als OVA          | Studio Deen, Kitty Film          |
| Ranma ½ Totteoki Talk: Best of Memories (eine Folge)                               | らんま1/2 とっておきトーク ベスト・オブ・メモリーズ                                                                                              | 1993 als Special      | Kitty Film                       |
| Ranma ½: TV Titles (eine Folge)                                                    | らんま1/2 TVタイトルズ | 1993 als Special      | Kitty Film, Studio Deen          |
| Sailor Moon R (43 Folgen)                                                          | 美少女戦士セーラームーンR, Bishōjo Senshi Sailor Moon R                                                                                          | 1993 als Fernsehserie | Tōei Animation                   |
| Slam Dunk (101 Folgen)                                                             | スラムダンク, Suramu Danku | 1993 als Fernsehserie | Tōei Animation                   |
| Tokusō Sensha-tai Dominion (6 Folgen)                                              | 特捜戦車隊ドミニオン, New Dominion Tank Police                                                                                                   | 1993 als OVA          | J.C.Staff                        |
| Urusei Yatsura: 1994 Music Calendar (eine Folge)                                   | | 1993 als Special      | Kitty Film                       |

## 1994
| Name                                                                           | Alternative Namen | Veröffentlichungsjahr | Studio(s)                                  |
| ------------------------------------------------------------------------------ | --- | --------------------- | ------------------------------------------ |
| Die Abenteuer von Tom Sawyer und Huck Finn (26 Folgen)                         | ハックルベリー・フィン物語, Huckleberry Finn Monogatari                                                                  | 1994 als Fernsehserie | Aubec                                      |
| Die Abenteuer von Tom Sawyer und Huck Finn (26 Folgen)                         | ハックルベリー・フィン物語, Huckleberry Finn Monogatari                                                                  | 1994 als Fernsehserie | Aubeck                                     |
| Akazukin Cha Cha (74 Folgen)                                                   | 赤ずきんチャチャ, Aka-zukin Cha-Cha                                                                                      | 1994 als Fernsehserie | Gallop                                     |
| Aoki Densetsu Shoot!                                                           | 蒼き伝説 シュート！ | 1994 als Film         | Tōei Animation                             |
| Aokushimitama Blue Seed (26 Folgen)                                            | 碧奇魂 ブルー シード, Aokushimitama Burū Shīdo, Blue Seed                                                                | 1994 als Fernsehserie | Production Reed, Production I.G            |
| Aozora Shōjotai (7 Folgen)                                                     | 青空少女隊 | 1994 als OVA          | Studio Fantasia                            |
| B.B. Fish (eine Folge)                                                         | Blue Butterfly Fish | 1994 als OVA          | Production I.G                             |
| Bishōjo Senshi Venus Five (4 Folgen)                                           | ビーナスファイブ | 1994 als OVA          | Dandelion                                  |
| Bounty Dog (2 Folgen)                                                          | バウンティ・ドッグ | 1994 als OVA          | Animate                                    |
| Bronze Kōji Nanjō Cathexis (eine Folge)                                        | Cathexis | 1994 als OVA          | Madhouse                                   |
| Captain Tsubasa J (26 Folgen)                                                  | キャプテン翼J, Kyaputen Tsubasa J                                                                                        | 1994 als Fernsehserie | Studio Comet                               |
| Chō Kuse ni Narisō (39 Folgen)                                                 | 超くせになりそう, I'll Make a Habit of It                                                                                | 1994 als Fernsehserie | Studio Kikan                               |
| CLAMP in Wonderland (eine Folge)                                               | | 1994 als OVA          | Animate                                    |
| Compiler (3 Folgen)                                                            | | 1994 als OVA          | Studio Fantasia                            |
| Cosmic Fantasy (eine Folge)                                                    | コズミック・ファンタジー 銀河女豹の罠                                                                                    | 1994 als OVA          |                                            |
| Darkside Blues                                                                 | ダークサイド・ブルース, Dākusaido Burūsu                                                                                 | 1994 als Film         | J.C.Staff                                  |
| Dengeki Oshioki Musume Gōtaman: Gōtaman Tanjō-hen (eine Folge)                 | 臀撃おしおき娘 ゴータマン ゴータマン誕生編, Butt Attack Punisher Girl Gautaman                                           | 1994 als OVA          | Studio Kikan                               |
| Dengeki Oshioki Musume Gōtaman R: Ai to Kanashimi no Final Battle (eine Folge) | 臀撃おしおき娘 ゴータマンR 愛と悲しみのファイナル・バトル, Butt Attack Punisher Girl Gautaman R                          | 1994 als OVA          | Animate, Studio Kikan                      |
| Dirty Pair Flash (16 Folgen)                                                   | ダーティペアFLASH | 1994 als OVA          | Sunrise                                    |
| DNA² (12 Folgen)                                                               | D・N・A² ~何処かで失くしたあいつのアイツ~, DNA² – Dokokade Nakushita Aitsu no Aitsu                                      | 1994 als Fernsehserie | Madhouse, Studio Deen                      |
| Dōkyūsei – Natsu no Owari ni (2 Folgen)                                        | 同級生 ~夏の終わりに~, End of Summer                                                                                     | 1994 als OVA          | Pink Pineapple                             |
| Doraemon: Nobita's Fantastical Three Musketeers                                | ドラえもん のび太と夢幻三剣士                                                                                            | 1994 als Film         | Shin’ei Dōga                               |
| Dorami-chan: A Blue Straw Hat                                                  | ドラミちゃん 青いストローハット                                                                                          | 1994 als Kurzfilm     | Shin’ei Dōga                               |
| Dr. Slump Arale-chan: Hoyoyo!! Tasuketa Same ni Tsurerarete…                   | Dr.スランプ アラレちゃん ほよよ!!助けたサメに連れられて…, Dr. Surampu Arare-chan: Hoyoyo!! Tasuketa Same ni Tsurerarete… | 1994 als Film         | Tōei Animation, Bird Studio                |
| Dr. Slump Arale-chan: N-cha!! Wakuwaku Heart no Natsuyasumi                    | Dr.スランプ アラレちゃん んちゃ!!わくわくハートの夏休み, Dr. Surampu Arare-chan: N-cha!! Wakuwaku Hāto no Natsuyasumi    | 1994 als Film         | Tōei Animation, Bird Studio                |
| Dragon Ball Z – The Movie: Angriff der Bio-Kämpfer                             | ドラゴンボールZ 超戦士撃破!!勝つのはオレだ, Doragon Boru Z: Sūpā Senshi Gekiha!! Katsu no wa Ore da”                     | 1994 als Film         | Tōei Animation, Bird Studio                |
| Dragon Ball Z – The Movie: Brolys Rückkehr                                     | ドラゴンボールZ 危険なふたり!超戦士はねむれない, Doragon Boru Z: Kiken na Futari! Sūpā Senshi wa Nemurenai               | 1994 als Film         | Tōei Animation, Bird Studio                |
| Dragon Pink (3 Folgen)                                                         | ドラゴンピンク | 1994 als OVA          | AIC                                        |
| Ein Fall für Super Pig (51 Folgen)                                             | 愛と勇気のピッグガール とんでぶーりん, Ai to Yūki no Pig Girl Tonde Būrin                                                | 1994 als Fernsehserie | Nippon Animation                           |
| Fencer of Minerva (5 Folgen)                                                   | ミネルバの剣士, Minerva no Kenshi                                                                                        | 1994 als OVA          | J.C.Staff                                  |
| Final Fantasy (4 Folgen)                                                       | ファイナルファンタジー, Final Fantasy – The Legend of the Crystals                                                       | 1994 als OVA          | Madhouse                                   |
| Gakkō no Kowai Uwasa: Hanako-san ga Kita!! (35 Folgen)                         | 学校のコワイうわさ 花子さんがきた!!                                                                                      | 1994 als Fernsehserie | Group TAC                                  |
| Garō Densetsu: The Motion Picture                                              | 餓狼伝説 -THE MOTION PICTURE-, Fatal Fury: The Motion Picture                                                            | 1994 als Film         | Nihon Ad Systems                           |
| Gedō Gakuen (5 Folgen)                                                         | 外道学園, Nightmare Campus                                                                                               | 1994 als OVA          | Phoenix Entertainment                      |
| Gene Diver (56 Folgen)                                                         | ジーンダイバー, Genediver                                                                                                | 1994 als Fernsehserie | Studio Junior                              |
| Genocyber: Kyokai no Majū (5 Folgen)                                           | ジェノサイバー 虚界の魔獣, Jenosaibā: Kyokai no Majū                                                                     | 1994 als OVA          | Artmic                                     |
| Gin Rei (3 Folgen)                                                             | Giant Robo: Ginrei Special                                                                                               | 1994 als OVA          | Mu Animation Studio, Phoenix Entertainment |
| Ginga Sengoku Gunyūden Rai (52 Folgen)                                         | 銀河戦国群雄伝ライ, Thunder Jet, Galaxy Warring State Chronicle Rai                                                      | 1994 als Fernsehserie | E&G Films                                  |
| Go! Go! Ackman (eine Folge)                                                    | | 1994 als OVA          | Toei Animation                             |
| Goal FH (39 Folgen)                                                            | ゴールFH[フィールドハンター], Goal Field Hunter                                                                          | 1994 als Fernsehserie | Image K                                    |
| Grappler Baki (eine Folge)                                                     | グラップラー刃牙, Gurappurā Baki                                                                                         | 1994 als OVA          | Knack                                      |
| Guskō Budori no Denki                                                          | グスコーブドリの伝記, The Life of Guskou Budori                                                                          | 1994 als Film         | Animaruya                                  |
| Haō Taikei Ryū Knight (52 Folgen)                                              | 覇王大系リューナイト, Lord of Lords Ryu Knight                                                                           | 1994 als Fernsehserie | Sunrise                                    |
| Haō Taikei Ryū Knight: Adeu Legend (13 Folgen)                                 | 覇王大系リューナイト アデュー・レジェンド, Lord of Lords Ryu Knight: Adeu's Legend                                       | 1994 als OVA          | Sunrise                                    |
| Hiroshima e no Tabi (eine Folge)                                               | ヒロシマへの旅, Journey to Hiroshima                                                                                     | 1994 als OVA          | Toei Animation                             |
| Hōkago no Shokuinshitsu (2 Folgen)                                             | 放課後の職員室 | 1994 als OVA          | Sido Limited                               |
| Injū Gakuen EX (4 Folgen)                                                      | 淫獣学園EX, Lady Blue | 1994 als OVA          | Dandelion                                  |
| Iria: Zeiram – The Animation (6 Folgen)                                        | イ・リ・ア ゼイラム the Animation                                                                                        | 1994 als OVA          | Production Reed                            |
| The Irresponsible Captain Tylor (10 Folgen)                                    | 無責任艦長タイラー, Musekinin Kanchō Tairā                                                                               | 1994 als OVA          | Yume, Studio Deen                          |
| Key: The Metal Idol (15 Folgen)                                                | | 1994 als OVA          | Studio Response                            |
| Kizuna (2 Folgen)                                                              | 絆 KIZUNA～恋のから騒ぎ～                                                                                                | 1994 als OVA          |                                            |
| Macross 7 (49 Folgen)                                                          | マクロス7 | 1994 als Fernsehserie | Ashi Productions                           |
| Macross Plus (4 Folgen)                                                        | マクロスプラス | 1994 als OVA          | Studio Nue, Triangle Staff                 |
| Magic Knight Rayearth (49 Folgen)                                              | 魔法騎士レイアース, Majikku Naito Reiāsu                                                                                 | 1994 als Fernsehserie | TMS Entertainment                          |
| Mahōjin Guru Guru (45 Folgen)                                                  | 魔法陣グルグル | 1994 als Fernsehserie | Nippon Animation                           |
| Maps (4 Folgen)                                                                | マップス | 1994 als OVA          | Tokyo Movie Shinsha                        |
| Marmalade Boy (76 Folgen)                                                      | ママレード ボーイ | 1994 als Fernsehserie | Tōei Animation                             |
| Metal Fighters – Frauen aus Stahl (13 Folgen)                                  | メタルファイター・MIKU, Metal Fighter Miku                                                                               | 1994 als Fernsehserie | J.C.Staff                                  |
| Mobile Fighter G Gundam (49 Folgen)                                            | 機動武闘伝Ｇガンダム, Kidō Butōden Jī Gandamu                                                                            | 1994 als Fernsehserie | Sunrise                                    |
| Nageki no Kenkō Yūryōji (3 Folgen)                                             | 嘆きの健康優良児, F³: Frantic, Frustrated & Female                                                                       | 1994 als OVA          | AIC, Pink Pineapple                        |
| Phantom Quest Corporation (4 Folgen)                                           | 幽幻怪社, Yūgenkaisha | 1994 als OVA          | Madhouse                                   |
| Plastic Little (eine Folge)                                                    | プラスチックリトル | 1994 als OVA          | Studio Pierrot                             |
| Pom Poko                                                                       | 平成狸合戦ぽんぽこ, Heisei Tanuki Gassen Pompoko                                                                         | 1994 als Film         | Studio Ghibli                              |
| Ranma ½: Akane vs. Ranma: Okā-san no Aji wa Atashi ga Mamoru! (eine Folge)     | らんま1/2 あかねVSらんま お母さんの味は私が守る!, Akane vs. Ranma! I’ll Be the One to Inherit Mother's Recipes!          | 1994 als OVA          | Studio Deen, Kitty Film                    |
| Ranma ½: Gakuen ni Fuku Arashi! Adult Change Hinako-sensei (eine Folge)        | らんま1/2 学園に吹く嵐! アダルトチェンジひな子先生, Stormy Weather Comes to School! Growing Up With Miss Hinako          | 1994 als OVA          | Studio Deen, Kitty Film                    |
| Ranma ½: Michi o Tsugu Mono (2 Folgen)                                         | らんま1/2 道を継ぐ者, The One to Carry On                                                                                | 1994 als OVA          | Studio Deen, Kitty Film                    |
| Ranma ½ Special: Yomigaeru Kioku (2 Folgen)                                    | らんま1/2 SPECIAL よみがえる記憶, Reawakening Memories                                                                   | 1994 als OVA          | Studio Deen, Kitty Film                    |
| Ribon no Kishi                                                                 | リボンの騎士, Princess Knight                                                                                            | 1994 als Film         |                                            |
| Sailor Moon S (38 Folgen)                                                      | 美少女戦士セーラームーンS, Bishōjo Senshi Sailor Moon S                                                                  | 1994 als Fernsehserie | Tōei Animation                             |
| Schneeprinzessin Kaguya                                                        | 美少女戦士セーラームーンS, Bishōjo Senshi Sailor Moon S                                                                  | 1994 als Film         | Tōei Animation                             |
| Schneewittchen (52 Folgen)                                                     | 白雪姫の伝説, Shirayuki-hime no Densetsu                                                                                 | 1994 als Fernsehserie | Tatsunoko Production                       |
| Shin Cutie Honey (8 Folgen)                                                    | 新・キューティーハニー, Shin Kyūtī Hanī                                                                                  | 1994 als OVA          | Tōei Animation                             |
| Shōnan Jun’ai Gumi! (5 Folgen)                                                 | 湘南純愛組! | 1994 als OVA          | J.C.Staff                                  |
| Slam Dunk                                                                      | スラムダンク, Suramu Danku                                                                                               | 1994 als Film         | Tōei Animation                             |
| Slam Dunk: Zenkoku Seiha da! Sakuragi Hanamichi                                | スラムダンク 全国制覇だ! 桜木花道, Suramu Danku: Zenkoku Seiha da! Sakuragi Hanamichi                                    | 1994 als Film         | Tōei Animation                             |
| Street Fighter II – The Animated Movie                                         | ストリートファイターII                                                                                                   | 1994 als Film         | Group TAC                                  |
| Taiho Shichau zo (4 Folgen)                                                    | 逮捕しちゃうぞ, You’re Under Arrest!                                                                                     | 1994 als OVA          | Studio Deen                                |
| Tōkyō Babylon 2 (eine Folge)                                                   | 東京BABYLON2 | 1994 als OVA          | Madhouse                                   |
| Wild 7 (2 Folgen)                                                              | ワイルド7, Wairudo 7 | 1994 als OVA          |                                            |